# Рябчун, Александр
Александр Рябчун (14 июля 1971, Кохтла-Ярве) — российский футболист, вратарь.

## Биография
В сезоне 1992/93 дебютировал в высшем дивизионе Эстонии в составе клуба «Кеэмик» (Кохтла-Ярве). В 1993 году перешёл в «ЭП» (Йыхви), в его составе провёл четыре с половиной сезона и в сезоне 1995/96 стал финалистом Кубка Эстонии. В начале 1998 года перешёл в «Нарва-Транс», где провёл два года. С 2000 года играл за «Лоотус» (Кохтла-Ярве), в 2000—2002 и 2004 годах — в высшей лиге, в остальных сезонах — в первой и второй лигах. В середине 2000-х годов сыграл несколько матчей как полевой игрок. В 2007 году выступал за другой клуб из Кохтла-Ярве — «Алко».
Всего в высшем дивизионе Эстонии провёл 175 матчей.
После окончания игровой карьеры работал тренером детской команды «Виру Стар» (Кохтла-Ярве), президентом ФК «Алвиро».